# La famiglia di Carlo IV
La famiglia di Carlo IV è un dipinto di Francisco Goya, a olio su tela (280 × 336 cm), realizzato tra il 1800 e il 1801. L'opera è conservata al Museo del Prado.
Fu commissionato dalla famiglia reale spagnola e, nonostante si trattasse di un ritratto ufficiale, il pittore raffigurò con impietosa precisione i visi grotteschi dei Reali.

## Storia
Nel 1789 Goya fu nominato «Pintor de Cámera del rey» dal nuovo sovrano Carlo IV, appena incoronato re di Spagna. Già prima di questa qualifica il pittore aveva avuto l'opportunità di ritrarre i re - si pensi al Ritratto di Carlo III in abito di corte - ma sempre individualmente e mai in gruppo. Nell'aprile 1800, invece, Carlo IV commissionò a Goya l'esecuzione di un ritratto di famiglia.
Grazie al denso carteggio tra Maria Luisa di Parma, consorte del sovrano, e il suo amante Manuel Godoy, possiamo ricostruire con grande precisione le varie tappe della gestazione dell'opera. Goya vi iniziò a lavorare nel maggio del 1800, spostandosi per quell'occasione nel palazzo di Aranjuez, dove la famiglia reale stava risiedendo in quel periodo dell'anno. Proseguì poi realizzando un totale di dieci studi parziali di ognuno dei personaggi da comporre poi globalmente nel ritratto finale. Goya presentò questi dieci studi di fisionomie singole al sovrano il 23 luglio: dopo varie vicissitudini, tuttavia, a noi ce ne sono giunte cinque, nella fattispecie La infanta María Josefa, El infante Carlos María Isidro, El infante Francisco de Paula, El infante Antonio Pascual e Luis, rey de Etruria.

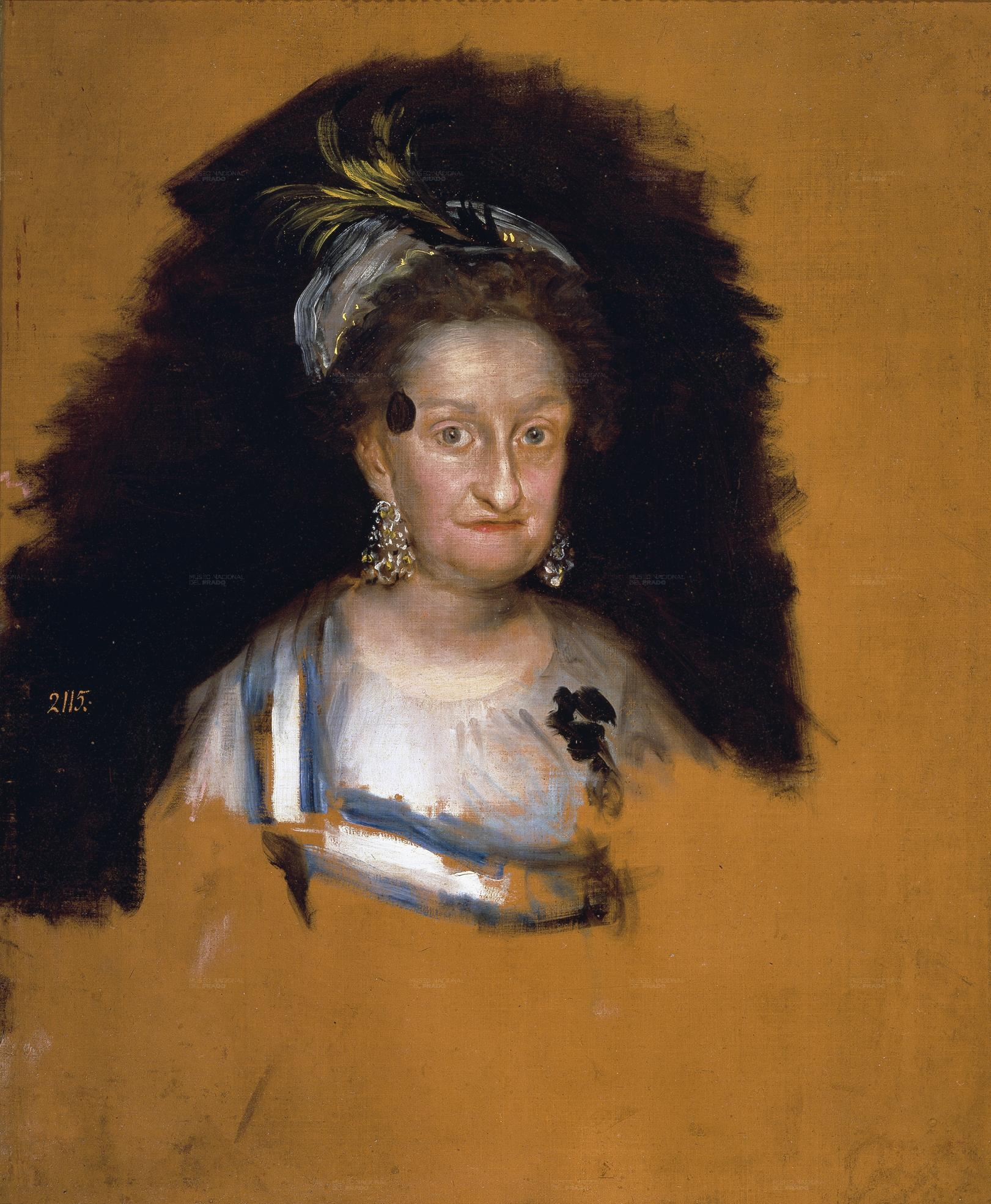
Infanta María Josefa
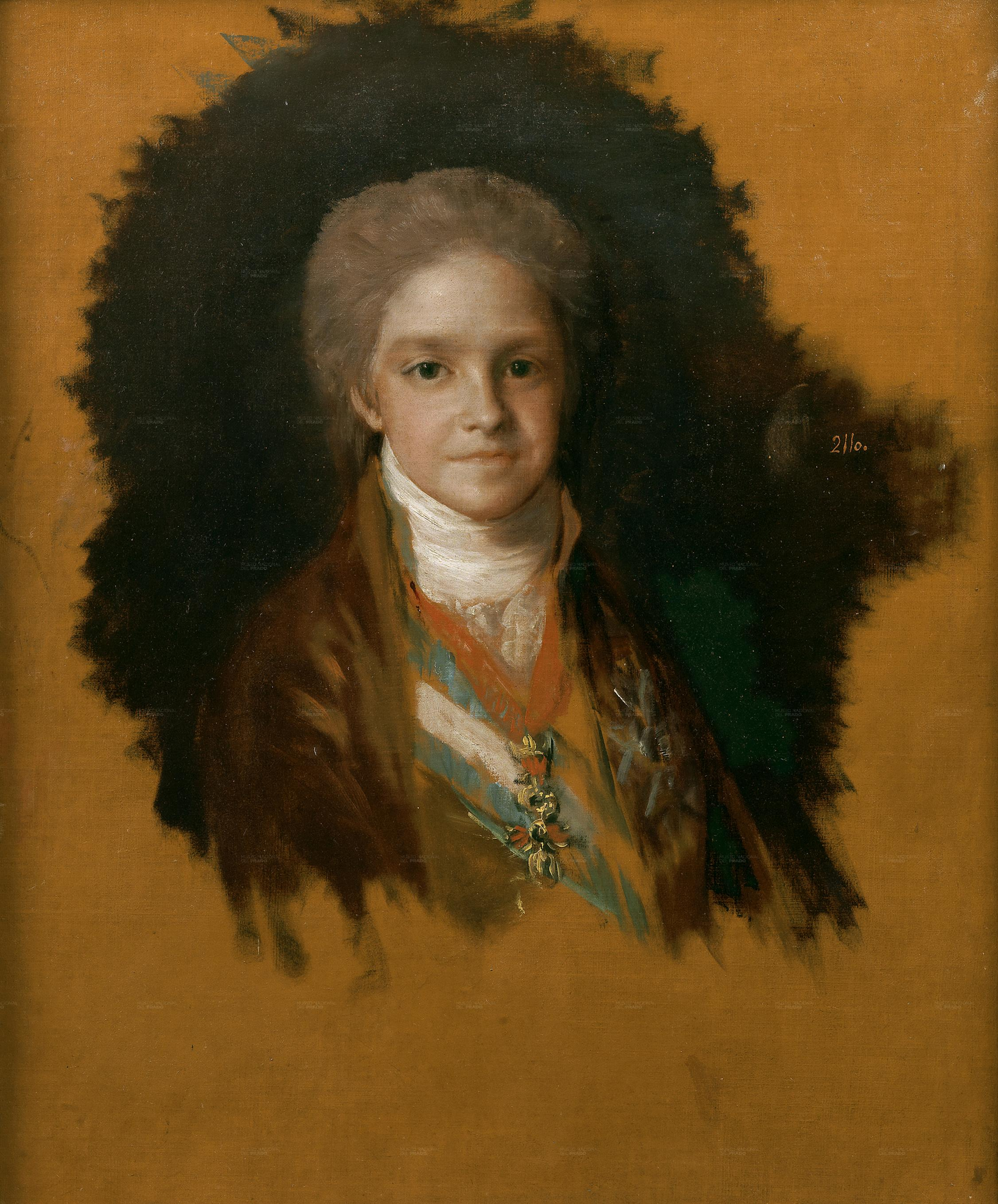
Infante Carlos María Isidro
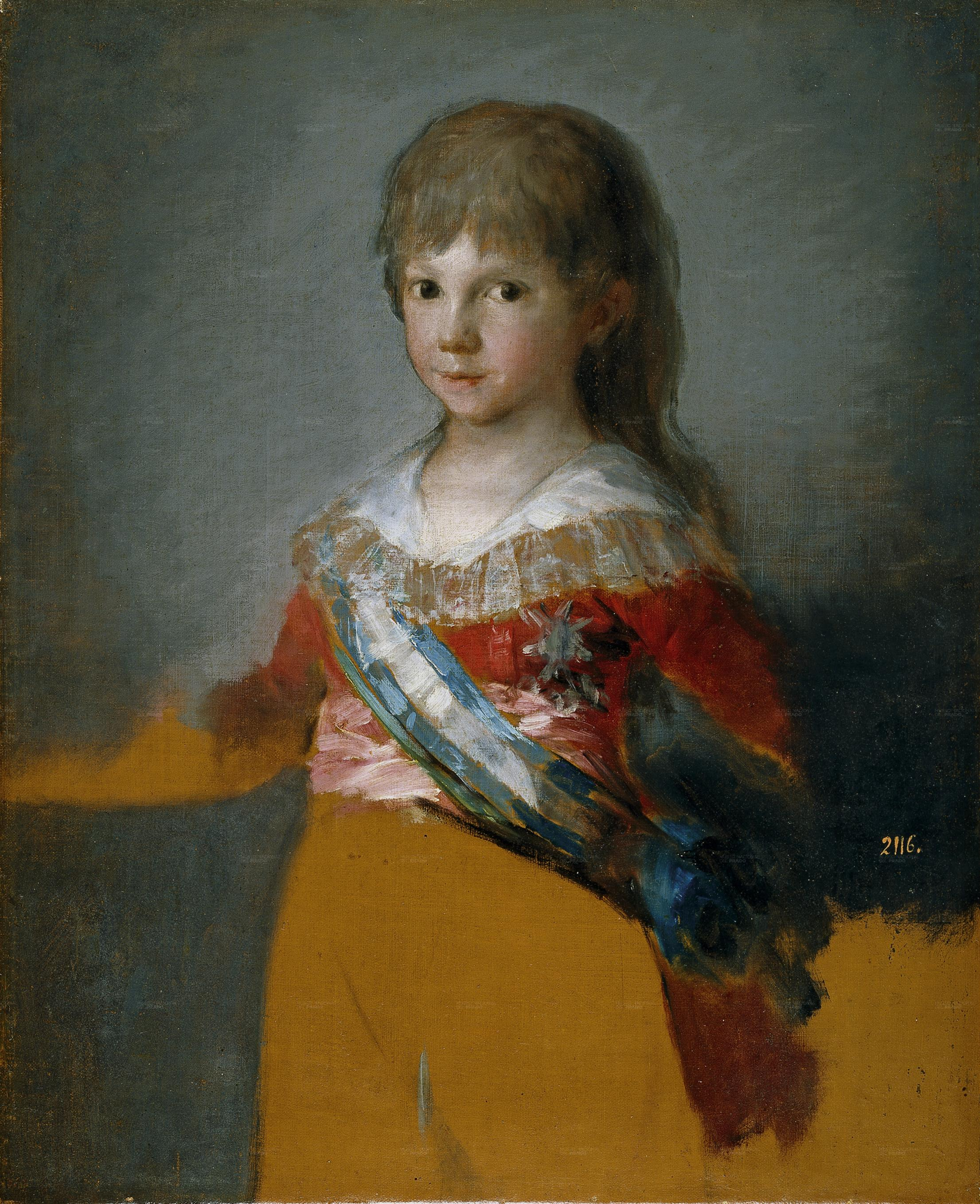
Infante Francisco de Paula
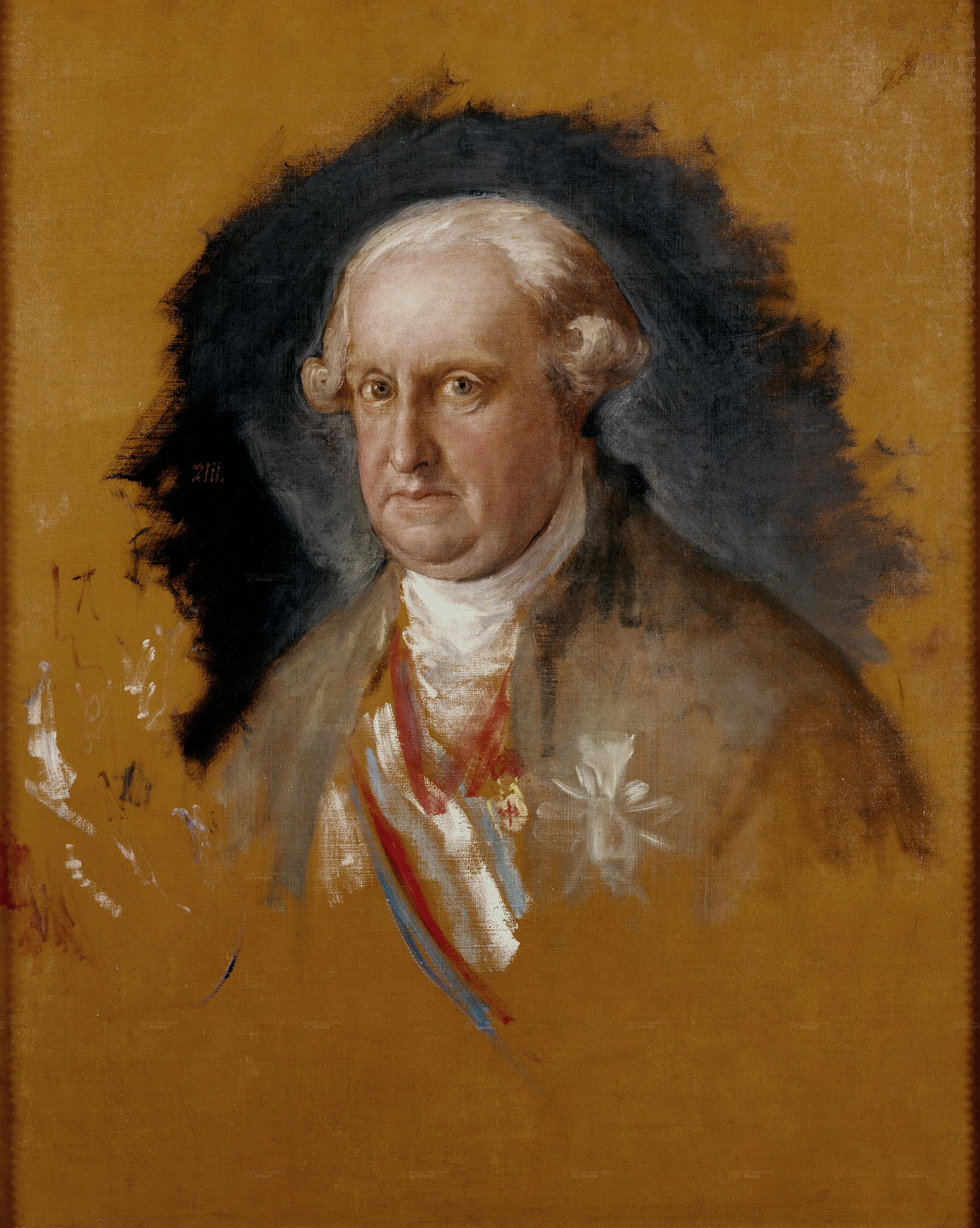
Infante Antonio Pascual
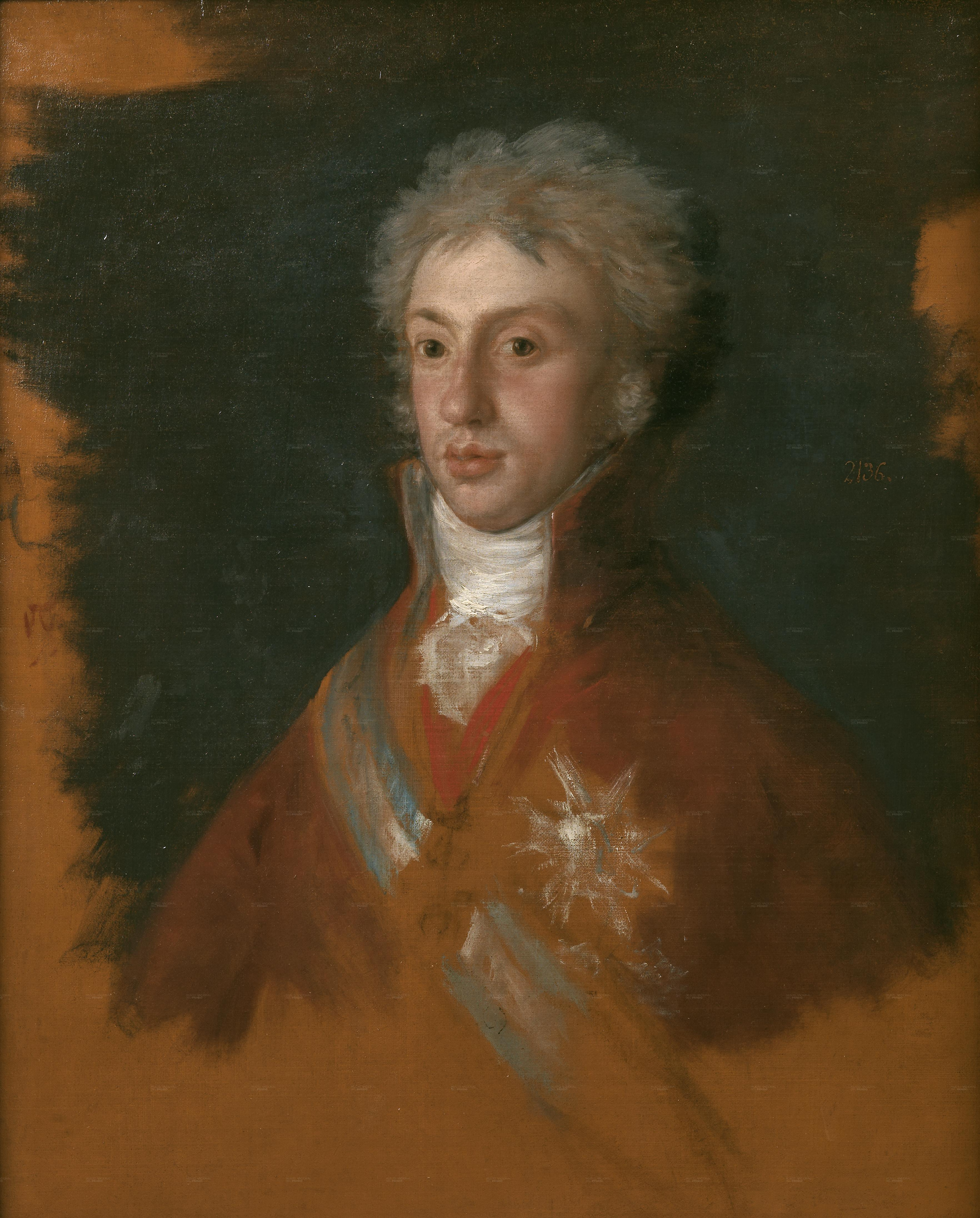
Luis de Borbón, príncipe de Parma y rey de Etruria

Goya completò quindi La famiglia di Carlo IV nel giugno del 1801. L'opera non suscitò apprezzamenti particolarmente entusiastici da parte dei sovrani, che si aspettavano un dipinto più grandioso, conforme alla maniera di van Loo: a suscitare molte perplessità fu soprattutto la nudità ascetica dello sfondo, ornato con due soli dipinti che tra l'altro è impossibile identificare a causa della scarsità di dettagli. Malgrado ciò l'opera non risultò sgradita, anzi, piacque particolarmente alla regina Maria Luisa (che prontamente inoltrò i suoi commenti all'amante Godoy). Oggi l'opera è esposta a Madrid, nel museo del Prado.

## Descrizione

### Schema identificativo

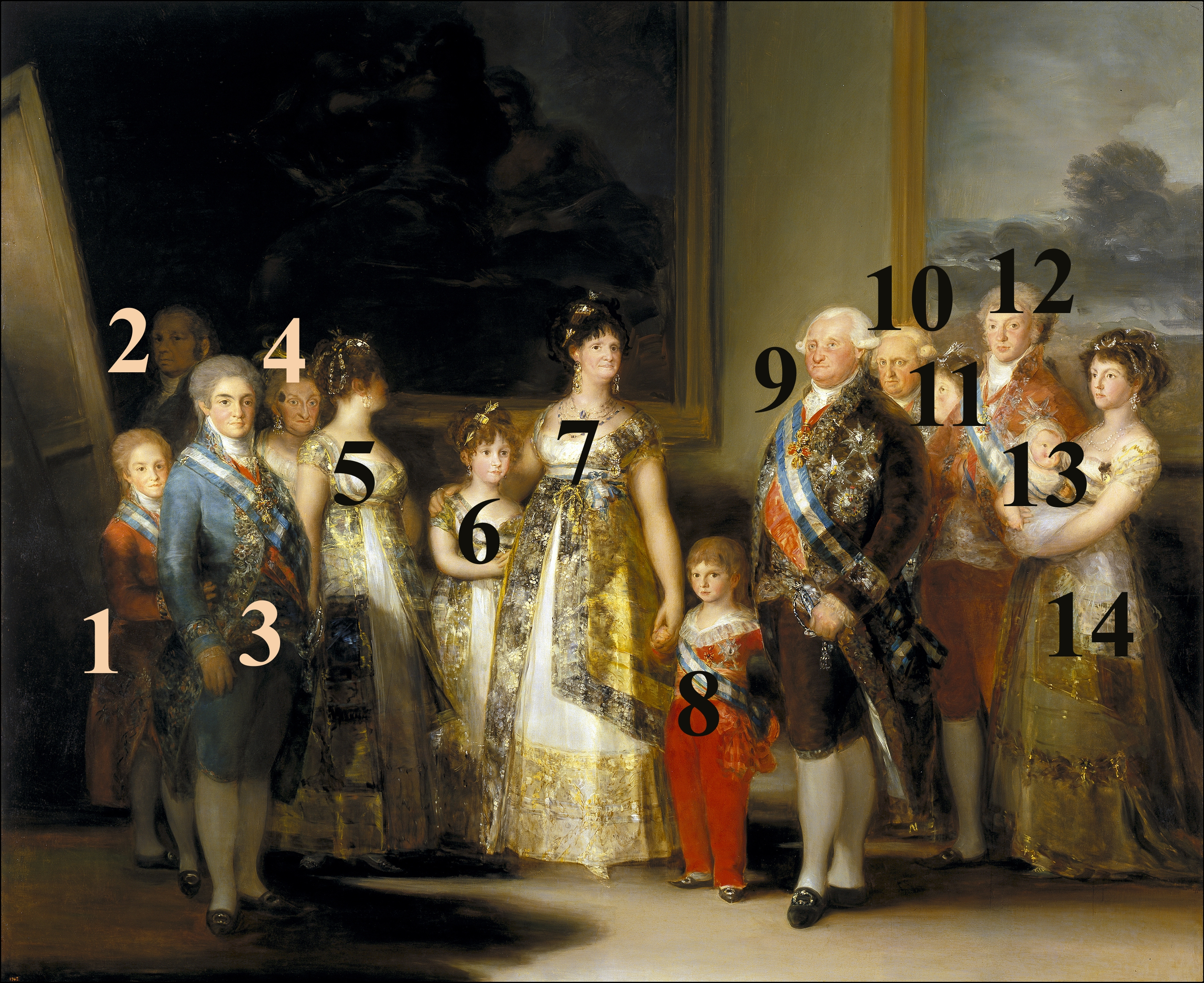

Di seguito riportiamo lo schema identificativo dei personaggi de La famiglia di Carlo IV accompagnato da un albero genealogico dei Borbone:
1. S.A.R Infante Carlo Maria Isidoro, futuro Pretendente Carlista come Carlo V
2. Autoritratto di Goya
3. S.A.R infante Ferdinando, futuro Ferdinando VII di Spagna
4. S.A.R infanta Maria Giuseppina, sorella del re Carlo IV
5. S.A.R principessa Maria Antonia, figlia del re e della regina di Napoli e Sicilia, moglie di Ferdinando VII
6. S.A.R infanta Maria Isabella, futura regina consorte delle Due Sicilie
7. S.M regina Maria Luisa, principessa di Parma, moglie di Carlo IV
8. S.A.R infante Francesco di Paola, futuro duca di Cadice
9. S.M re Carlo IV
10. S.A.R  infante Antonio Pasquale, fratello del re Carlo IV
11. S.A.R infanta Carlotta Gioacchina, futura regina consorte di Portogallo e dell'Algarve
12. S.M re Ludovico I, re d'Etruria, figlio del duca e della duchessa di Parma, Piacenza e Guastalla
13. S.A.R infante Carlo, futuro re Ludovico II d'Etruria, figlio di Ludovico I
14. S.M regina Maria Luisa, regina consorte d'Etruria, figlia di Carlo IV

### Analisi
L'opera, come già detto, ritrae la famiglia di Carlo IV di Borbone. Notevole è la perizia tecnica del dipinto, che presenta un raffinato dialogo cromatico tra i bruni, i rossi, i bianchi e i gialli oro, e una stesura pittorica a grandi macchie e strappi cromatici, tecnica molto audace ripresa dal seicentesco Diego Velázquez. Goya si dimostrò assai sensibile all'influenza esercitata da Las Meninas di Velázquez, dal quale riprende la presenza di quadri alle pareti, la centralità della figura femminile e, soprattutto, l'autoritratto sul margine sinistro della tela, dove nella penombra scorgiamo un uomo impegnato ai pennelli (Goya, per l'appunto). Assente, invece, è il complesso gioco di specchi e prospettive che caratterizzava l'opera di Velázquez, sostituito da Goya con una parete frontale che comprime gli spazi; sembrerebbe, comunque, che durante l'esecuzione del dipinto Goya abbia comunque fatto ricorso allo specchio, ponendolo dinanzi alla famiglia reale e guardandovi dentro.

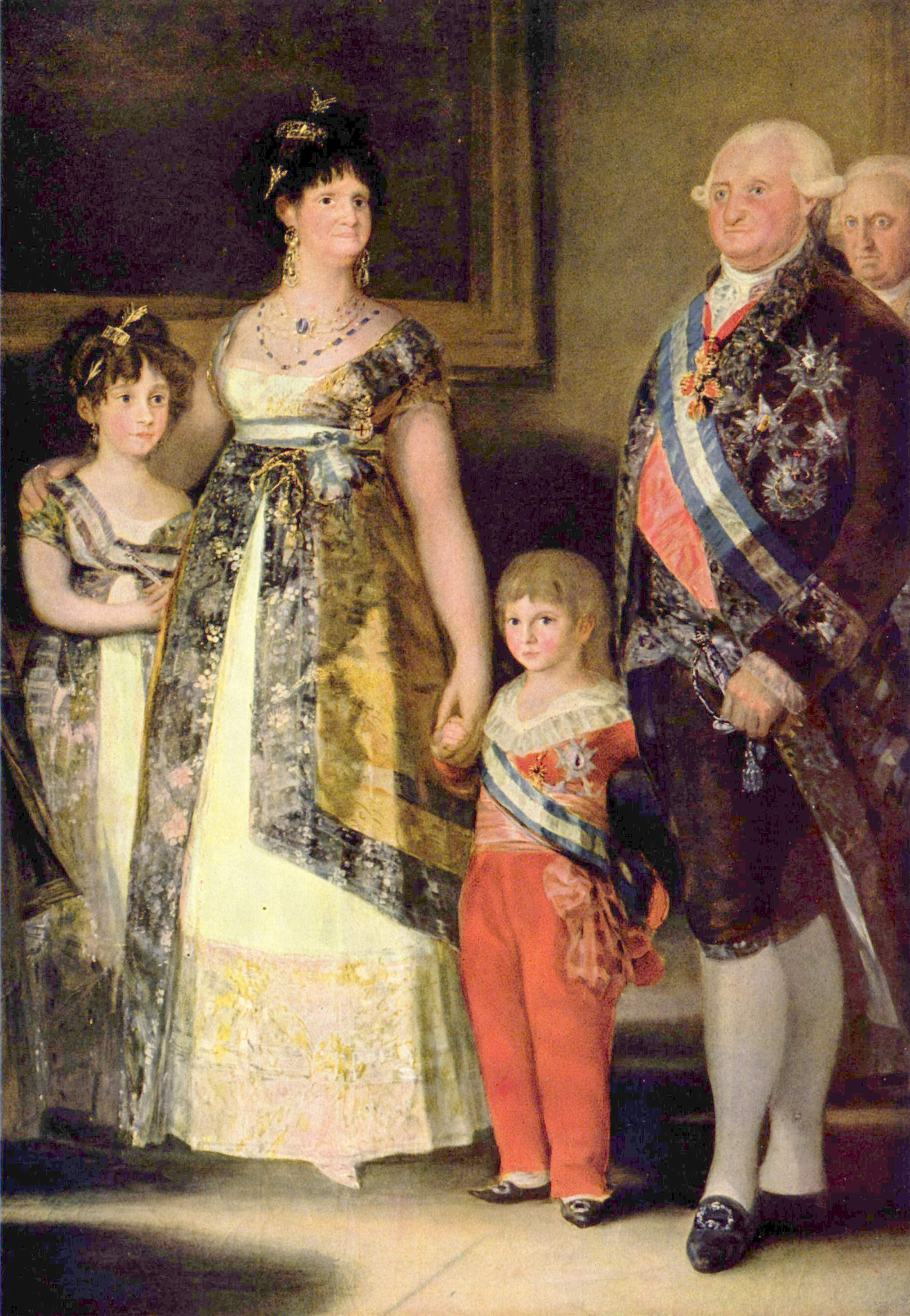
Il nucleo centrale del dipinto: Carlo IV e la consorte Maria Luisa con i piccoli Francesco di Paola e Maria Isabella

Questo dipinto, tuttavia, colpisce soprattutto per l'occulto proposito espressivo di Goya, che scruta i vari membri della famiglia reale con grandissima tensione psicologica e spietatezza d'occhio. Lo sguardo indagatore di Goya, infatti, guarda oltre l'apparente dignità della famiglia reale e vi scorge uno stato di grande ottusità e miseria morale, nonostante le varie onorificenze e le mise ricercate ed eleganti. È in questo modo che Goya, andando oltre la loro pompa superficiale, pone in risalto il loro lato più miserabile e mette così a nudo il loro animo. Carlo IV, figura emergente del gruppo di destra, viene ritratto con un volto ordinario, di persona sciocca, insignificante e non sembra mostrare la sua potenza di re. È infatti Maria Luisa di Borbone-Parma, la moglie di Carlo IV, al centro del secondo gruppo, tra i due figli minori, la figura dominante nonché la potenza della famiglia; tuttavia ella appare sgradevole, animalesca, inutilmente provocante, restituendo l'effetto grottesco di una scimmia vestita da donna. Tra i due, inoltre, vi è l'infante Francesco; la pubblica voce attribuiva la paternità del piccolo a Manuel Godoy, onnipotente primo ministro, dato che Maria Luisa era molto screditata agli occhi dell'opinione pubblica e Carlo IV passava per un marito compiacente. Analogamente don Ferdinando presenta il busto rigido e il petto sporgente in fuori e, pur volendo trasmettere una sensazione di boria, presenta una fisionomia inespressiva; l'infante Carlo e l'infanta Maria Giuseppina, invece, hanno le sembianze di un «bambino precocemente invecchiato» e di una «vecchia megera ingioiellata» (Nifosì). Alle spalle di Carlo, infine, troviamo il fratello don Antonio, che scruta l'osservatore con uno sguardo fisso, lievemente straniante. Il primo a notare i connotati ironici de La famiglia di Carlo IV fu Théophile Gautier, romanziere francese in visita a Madrid nel 1840; nessuno, prima di lui, prese mai consapevolezza dello spietato realismo del dipinto. Particolarmente interessante, in tal senso, è il commento di Silvia Borghesi:
(Silvia Borghesi)
Gli unici a salvarsi dallo spietato verdetto di Goya sono i bambini più piccoli e la coppia di destra, formata da Maria Luisa di Borbone e dal piccolo Carlo, i quali «apportano una nota di freschezza in questa polverosa famiglia reale» (Nifosì). Ben distanti dalle figure adulte, stereotipate e cacofoniche, i bambini rappresentano per Goya uno stato ideale non ancora corrotto, simbolo dell'innocenza e della purezza e quindi incolpevoli della sconvolgente situazione della Spagna di quegli anni. Molto particolare, infine, il ruolo assegnato da Goya alla luce, il vero elemento unificante del dipinto: alla luce, infatti, viene assegnato il duplice compito di sottolineare il lusso degli abiti e il brillio dei gioielli e delle decorazioni, ma anche di far risaltare, che l'artista l'abbia voluto o no, la bruttezza, la follia e la presunzione degli illustri effigiati.